# 匯川区
匯川区（かいせん-く）は中華人民共和国貴州省遵義市に位置する市轄区。

## 行政区画
下部に6街道、8鎮を管轄する。
- 街道
  - 上海路街道、洗馬路街道、大連路街道、高橋街道、董公寺街道、高坪街道
- 鎮
  - 団沢鎮、板橋鎮、泗渡鎮、沙湾鎮、山盆鎮、芝麻鎮、松林鎮、毛石鎮

## 交通

### 鉄道
- 中国鉄路総公司
  - 渝貴線
    - 婁山関南駅

  - 川黔線

### 道路
- 高速道路
  - 蘭海高速道路
  - S02 遵義北環高速道路
  - S81 綏遵高速道路
- 国道
  - G210国道